# Sonja Kirchberger
 Sonja Kirchberger (ur. 9 listopada 1964  w Wiedniu) – austriacka aktorka.

## Filmografia
- 1996: Seven Servants jako Anya
- 2003: Sommernachtstod  jako Anna Göllner
- 2007: Neues vom Wixxer jako Lady Dickham
- 2008: Die Bienen - Tödliche Bedrohung  jako Susanna Bergmann
- 2009: Królewna Śnieżka jako Królowa / Macocha
- 2013: Wielki mały człowiek jako 	Simone Berger
- 2013: Źródła życia jako Marie Freytag
- 2014: Tom Sawyer i Huckleberry Finn jako Widow Douglas